# Xã Cargile, Quận Van Buren, Arkansas
Xã Cargile (tiếng Anh: Cargile Township) là một xã thuộc quận Van Buren, tiểu bang Arkansas, Hoa Kỳ. Năm 2010, dân số của xã này là 395 người.